# Grantchester (serie de televisión)
Grantchester, es una serie británica transmitida desde el 6 de octubre del 2014 hasta ahora por medio de la cadena ITV. La serie está basada en la serie de libros de suspense de "The Grantchester Mysteries" de James Runcie.
La serie ha contado con la participación invitada de actores como Paul Nicholls, Elliot Levey, Nigel Planer, Steve Toussaint, Rosie Day, Tom Christian, Liz White, entre otros...
El 7 de abril de 2016 se anunció que la serie había sido renovada para una tercera temporada, la cual se estrenó el 27 de abril de 2017.

## Historia
Centrada en 1953 en el pueblo de Cambridgeshire de Grantchester cerca de Cambridge, en donde el pastor anglicano Sidney Chambers (un exagente de la Guardia Escocesa) y el Detective Inspector Geordie Keating (un veterano de la Segunda Guerra Mundial) pronto crean una alianza y comienzan a resolver crímenes juntos.

## Personajes

### Personajes principales[4]
| Actor             | Personaje                  | Ocupación                        | N.º de episodios | Duración        |
| ----------------- | -------------------------- | -------------------------------- | ---------------- | --------------- |
| James Norton      | Rev. Sidney Chambers       | Reverendo / ex-Oficial           | 12               | 2014 - 2019     |
| Robson Green      | Det. Insp. Geordie Keating | Detective Inspector / ex-Soldado | 12               | 2014 - presente |
| Tom Brittney      | Rev. Will Davenport        | Reverendo                        | 12               | 2019 - presente |
| Tessa Peake-Jones | Mrs Maguire / Mrs Chapman  | Ama de llaves                    | 12               | 2014 - presente |
| Morven Christie   | Amanda Kendall-Hopkins     | Restauradora                     | 12               | 2014 - presente |
| Al Weaver         | Leonard Finch              | Cura / ex-Maestro                | 11               | 2014 - presente |
| Tom Austen        | Guy Hopkins                | -                                | 8                | 2014 - presente |
| Kacey Ainsworth   | Cathy Keating              | Sindicalista                     | 8                | 2014 - presente |

### Personajes recurrentes
| Actor                 | Personaje         | Ocupación                | N.º de episodios | Duración        |
| --------------------- | ----------------- | ------------------------ | ---------------- | --------------- |
| Seline Hizli          | Margaret Ward     | Secretaria de la Policía | 6                | 2016 - presente |
| Skye Lucia Degruttola | Esme Keating      | -                        | 5                | 2014 - presente |
| Neil Morrissey        | Harding Redmond   | -                        | 5                | 2016 - presente |
| Claudie Blakley       | Agatha Redmond    | -                        | 5                | 2016 - presente |
| Lorne MacFadyen       | Phil Wilkinson    | Detective                | 5                | 2016 - presente |
| Sam Frenchum          | Gary Bell         | Mecánico                 | 5                | 2016 - presente |
| Helen Clyro           | Phyllis Bell      | -                        | 5                | 2016 - presente |
| Oliver Dinsdale       | Daniel Marlowe    | Fotógrafo                | 4                | 2016 - presente |
| Fiona Button          | Jennifer Chambers | -                        | 3                | 2014 - presente |
| Nick Brimble          | Jack Chapman      | -                        | 3                | 2014 - presente |

### Próximos personajes
| Actor         | Personaje    | Fecha de Aparición |
| ------------- | ------------ | ------------------ |
| Peter Davison | Geoff Towler | 2017               |

### Antiguos personajes principales
| Actor          | Personaje          | Ocupación | N.º de episodios | Duración |
| -------------- | ------------------ | --------- | ---------------- | -------- |
| Pheline Roggan | Hildegard Staunton | -         | 4                | 2014     |

### Antiguos personajes recurrentes
| Actor                | Personaje          | Ocupación               | N.º de episodios | Duración |
| -------------------- | ------------------ | ----------------------- | ---------------- | -------- |
| Gregg Lowe           | Sandy              | -                       | 4                | 2014     |
| Joe Claflin          | Det. Atkins        | Detective de la Policía | 3                | 2014     |
| Chris Bearne         | Mr. Brant          | -                       | 3                | 2014     |
| Mike Noble           | Val                | -                       | 3                | 2014     |
| Frankie Wilson       | George             | -                       | 3                | 2014     |
| Brian Vernel         | Tam                | -                       | 3                | 2014     |
| Pip Torrens          | Sir Edward Kendall | -                       | 2                | 2014     |
| Ukweli Roach         | Johnny Johnson     | -                       | 2                | 2014     |
| Andrew Knott         | Sam Milburn        | Reverendo               | 2                | 2016     |
| Camilla Marie Beeput | Gloria Dee         | Cantante                | 1                | 2014     |
| Gracie Brooke        | Abigail Redmond    | -                       | 1                | 2016     |

## Episodios
La primera temporada de la serie estuvo conformada por 6 episodios.
La primera temporada de la serie está basada en los primeros libros "Sidney Chambers" y "Shadow of Death" de James Runcie.
La segunda temporada de la serie estuvo conformada por 6 episodios.

## Producción
La serie cuenta con la participación de los directores Harry Bradbeer, Tim Fywell, Jill Robertson y Edward Bennett, de la productora Emma Kingsman-Lloyd y de los productores ejecutivos Diederick Santer y Rebecca Eaton, en la música participa John Lunn y en la cinematografía Julian Court.
A finales de noviembre del 2014 se anunció que la serie había sido renovada para una segunda temporada, la cual fue estrenada en el 2016 y un especial en Navidad. La segunda temporada es filmada en Londres, Cambridge y Grantchester en el otoño del 2015.

### Emisión en otros países
Una versión francesa de la serie fue estrenada en Francia a través de la cadena "France 3" el 12 de julio  del 2015. 
| País           | Título       | Cadena                    | Fecha de Inicio                                                         | Fecha de Finalización |
| -------------- | ------------ | ------------------------- | ----------------------------------------------------------------------- | --------------------- |
| Australia      | -            | ABC                       | 28 de febrero de 2015                                                   | -                     |
| Estados Unidos | -            | PBS (Masterpiece Mystery) | 18 de enero de 2015 (1.ª temporada) 27 de marzo de 2016 (2.ª temporada) | -                     |
| Finlandia      | -            | -                         | 15 de agosto de 2015                                                    | -                     |
| Francia        | Grantchester | -                         | 12 de julio de 2015                                                     | -                     |
| Italia         | -            | -                         | 1 de mayo de 2015                                                       | -                     |
| Países Bajos   | -            | -                         | 24 de enero de 2015                                                     | -                     |
| México         | Grantchester | TNT Series                | 2016 (2.ª temporada)                                                    | -                     |
| Noruega        | -            | -                         | 1 de marzo de 2015                                                      | -                     |
| Rusia          | Гранчестер   | -                         | -                                                                       | -                     |
| Suecia         | -            | -                         | 31 de enero de 2015                                                     | -                     |
| España         | Grantchester | Movistar+ #0              | 2016                                                                    | -                     |